# Dmytro Kiwa
Dmytro Semenowicz Kiwa (ukr. Ківа Дмитро Семенович, ur. 8 października 1942 w Kazaniu, ZSRR, zm. 24 lipca 2024) – były prezes i generalny konstruktor państwowego przedsiębiorstwa „Lotniczy Kompleks Naukowo-Techniczny im. O. K. Antonowa” (Kijów), Bohater Ukrainy. Członek korespondent Narodowej Akademii Nauk Ukrainy, doktor nauk technicznych, profesor, generalny projektant budowy i modernizacji sprzętu lotniczego Ukrainy.

## Życiorys
Urodził się w 1942 r. w Kazaniu w czasie ewakuacji miasta. Jego ojciec, Siemion Płatonowicz, zastępca dowódcy 2 batalionu 54 Gwardyjskiej Brygady Pancernej pod dowództwem dwukrotnego Bohatera Związku Radzieckiego Siemiona Chochriakowa, zginął podczas wyzwalania miasta Częstochowa i pochowany na cmentarzu Kule tego miasta.
W 1959, po ukończeniu szkoły średniej w Charkowie, rozpoczął pracę jako ślusarz w Charkowskich Zakładach Lotniczych. Następnie studiował w Charkowskim Instytucie Lotniczym, który ukończył w 1965 roku.
Od września 1964 r. pracował w Lotniczym Kompleksie Naukowo-Technicznym im. Antonowa:
- od 1979 roku jak zastępca głównego konstruktora,
- od 1987 roku jak główny konstruktor,
- od 1991 był pierwszym zastępcą generalnego konstruktora,
- od maja 2005 pełnił obowiązki generalnego konstruktora,
- od stycznia 2006 roku-generalny projektant
- od końca 2008 r. był także szefem państwowego koncernu Antonow.

Od grudnia 2016 przewodniczący jury ukraińskiego projektu edukacyjnego Aviator. Jest doradcą prezesa firmy Azerbaijan Airlines i doradcą prezesa firmy-przewoźnika lotniczego ładunków Silk Way Airlines.

## Odznaczenia i nagrody
- Bohater Ukrainy (z wręczeniem Orderu Państwa, 21.08.2009 - za wybitny wkład osobisty we wzmacnianiu potencjału gospodarczego Ukrainy, znaczące zasługi w rozwoju krajowego przemysłu lotniczego).
- Order księcia Jarosława Mądrego V stopnia (22.06.2009)
- Ordery "Za zasługi" I (24.09.2004), II (24.09.2001), III (26.01.1998) stopnia, oraz medale.
- Laureat Państwowej Nagrody Ukrainy w dziedzinie nauki i techniki (1994).
- Honorowy obywatel miasta Kijowa (2012)
- Nagroda Rządu Federacji Rosyjskiej w dziedzinie nauki i technologii (2013).
- Laureat Nagrody imienia O. K. Antonowa Narodowej Akademii Nauk Ukrainy.
- Zasłużony Działacz Nauki i Techniki Ukrainy.
- Zasłużony Inżynier Budowy Maszyn w Polsce[6].
- Zasłużony Producent Samolotów w Chinach[6].